# ريجا راكوتومانديمبي
ريجا راكوتومانديمبي (بالفرنسية: Rija Rakotomandimby)‏ (مواليد 21 نوفمبر 1982 في مدغشقر) لاعب كرة قدم مدغشقري يجيد اللعب في خط الوسط في نادي فانيلو جابان أكتويلز المدغشقري .

## روابط خارجية
- ريجا راكوتومانديمبي على موقع الاتحاد الدولي (مؤرشف)  (الإنجليزية)
- ريجا راكوتومانديمبي على موقع قاعدة بيانات كرة القدم.إي يو (الإنجليزية)
- ريجا راكوتومانديمبي على موقع ناشيونال فوتبول تيمز (الإنجليزية)
- ريجا راكوتومانديمبي على موقع عالم كرة القدم.نت (الإنجليزية)
- ريجا راكوتومانديمبي على موقع كووورة